# Guy de Château-Porcien
Guy de Château-Porcien, auch de Châtel genannt († 6. April 1250 bei Fariskur), war seit 1245 ein Bischof von Soissons. Er war mütterlicherseits ein Neffe des Bischofs Jacques de Bazoches.
Guy nahm am sechsten Kreuzzug unter König Ludwig IX. (Saint Louis) nach Ägypten teil. Während des Aufenthaltes auf Zypern wurde er im März 1249 zusammen mit dem Patriarchen von Jerusalem und Geoffroy de Sergines nach Akkon entsandt, um dort in einem Streit zwischen den Genuesen und Pisanern zu vermitteln. Danach schloss er sich wieder dem Kreuzzugsheer in Ägypten an. Auf dem Rückmarsch von al-Mansura nach Damiette im April 1250 blieb er an der Seite König Ludwigs IX., während der päpstliche Legat Odo von Châteauroux den sicheren Weg auf einer der Galeeren die den Nil hinab fuhren wählte. Als sie bei Fariskur von den Mameluken überrascht wurden, gab Guy die Hoffnung auf je nach Frankreich zurückzukehren, stürzte sich in den Kampf und wurde getötet.

## Anmerkung
1. ↑  Joinville, II, §17, hrsg. von Ethel Wedgwood (1906)

| Vorgänger        | Amt                            | Nachfolger          |
| ---------------- | ------------------------------ | ------------------- |
| Raoul de Couduno | Bischof von Soissons 1245–1250 | Nivelon de Bazoches |

| Personendaten    | Personendaten                        |
| ---------------- | ------------------------------------ |
| NAME             | Guy de Château-Porcien               |
| ALTERNATIVNAMEN  | Guy de Châtel                        |
| KURZBESCHREIBUNG | Bischof von Soissons und Kreuzfahrer |
| GEBURTSDATUM     | 12. Jahrhundert oder 13. Jahrhundert |
| STERBEDATUM      | 6. April 1250                        |
| STERBEORT        | bei Fariskur                         |